# 虞廷陛
虞廷陛（?—?），别号乹揚（乾颺），浙江嘉興府嘉興縣民籍。明朝官员。

## 生平
萬曆四十三年（1615年）舉乙卯科浙江鄉試，万历四十四年（1616年）聯捷丙辰科进士，礼部觀政，授徽州府推官，四十六年應天府同考，天启五年授工科給事中，管厂库，管皇城，六年官吏科右給事中，巡视京营，因忤魏忠贤被削籍为民。崇禎元年二月復官，補給被奪誥命，五月任為兵科左給事中，丁憂歸，二年京察闲住。

## 家族
曾祖虞凤鸣，冠带。祖父虞志曾，庠生。父虞紹唐，增生。